# Lutzomyia guyanensis
Lutzomyia guyanensis är en tvåvingeart som först beskrevs av Floch H., Abonnenc E. 1941.  Lutzomyia guyanensis ingår i släktet Lutzomyia och familjen fjärilsmyggor.
Artens utbredningsområde är Guyana. Inga underarter finns listade i Catalogue of Life.